# Cantonul Le Mans-Nord-Campagne
Cantonul Le Mans-Nord-Campagne este un canton din arondismentul Le Mans, departamentul Sarthe, regiunea Pays de la Loire, Franța.

## Comune
| Comune                                                                                | Populație (1999) | Cod poștal | Cod INSEE |
| ------------------------------------------------------------------------------------- | ---------------- | ---------- | --------- |
| Coulaines                                                                             | ...              | 72190      | 72095     |
| Le Mans                                                                               | ... (1)          | 72000      | 72181     |
| Neuville-sur-Sarthe                                                                   | ...              | 72190      | 72217     |
| Saint-Pavace                                                                          | ...              | 72190      | 72310     |
| (1) La fraction de commune située sur ce canton (population municipale totale : ...). |                  |            |           |